# Higashiōsaka
Higashiōsaka (japanska: 東大阪市?, Higashiōsaka-shi) är en stad i Osaka prefektur i Japan.
Staden bildades 1967 genom en sammanslagning av städerna Fuse, Hiraoka och Kawachi och har sedan 2005
status som kärnstad (japanska: 中核市?, Chūkakushi) enligt lagen om lokalt självstyre.
Stadens namn betyder "Östra Ōsaka" och den ligger mellan Ōsaka och Ikomabergen. Den är känd för sin tillverkningsindustri.

## Sport
I Higashiōsaka ligger Japans äldsta rugbyarena från 1929, Hanazono Rugby Stadium. Det är en av arenorna för VM i rugby 2019.

## Personer med anknytning till Higashiōsaka
- Shinya Yamanaka, Nobelpristagare i medicin 2012